# Spargania lichenea
Spargania lichenea är en fjärilsart som beskrevs av Charles Oberthür 1883. Spargania lichenea ingår i släktet Spargania och familjen mätare. Inga underarter finns listade i Catalogue of Life.